# 25-ös busz (Kecskemét)
A kecskeméti 25-ös jelzésű autóbusz a Vasútállomás és a Műkertváros (Szent István-város) között közlekedik. A viszonylatot a Kecskeméti Közlekedési Központ megrendelésére az Inter Tan-Ker Zrt. üzemelteti.

## Útvonala
| Vasútállomás ► Műkertváros ► Vasútállomás |
| --- |
| Vasútállomás vá. – Kodály Zoltán tér – Kuruc körút – Szolnoki út – Békéscsabai út – Szent István körút – Csokor utca – Klebersberg Kuno utca – Mártírok útja – Szent István körút – Békéscsabai út – Szolnoki út – Kuruc körút – Kodály Zoltán tér – Vasútállomás vá. |

## Megállóhelyei
| 0  | Vasútállomás végállomás | 21 | 1, 2D, 2S, 7, 7C, 12D, 15, 19, 21, 21D, 22, 32 Helyközi buszok Távolsági járatok S210 S220 sebesvonat, gyorsvonat, InterRégió, IC, expresszvonat Bethlen körút: 18, 20H, 22, 23, 23A |
| 1  | Víztorony               | 19 | 4, 4A, 4C, 12, 21, 21D Helyközi buszok |
| 2  | Aluljáró                | 18 | 4, 4A, 4C, 12 Helyközi buszok Távolsági járatok |
| 3  | Konzervgyár             | 17 | 4, 4A, 4C Helyközi buszok |
| ∫  | Szőlőfürt Fogadó        | 16 | 4, 4A, 4C Helyközi buszok |
| 5  | Sarolta utca            | ∫  | 4, 4A |
| 6  | Közlekedési Hatóság     | 15 | 12D |
| 7  | Gyöngyvirág utca        | 14 | 12D |
| 8  | Gizella tér             | 13 | 3, 3A, 12D |
| 9  | Csokor utca             | ∫  | 3, 3A, 12D |
| 10 | Klebelsberg utca        | ∫  | 3, 3A, 12D |
| 12 | Kertvárosi iskola       | 12 | 3, 3A, 12D |